# Guido Masetti
Guido Masetti (Verona, 1907. november 22. – Róma, 1993. november 26.) kétszeres világbajnok olasz labdarúgó, kapus, edző.

## Pályafutása

### Klubcsapatban
1926 és 1930 között a Hellas Verona kapusa volt. 1930 és 1943 között az AS Roma játékosa volt, ahol egy bajnok címet nyert a csapattal (1941–42). 1943-ban vonult vissza az aktív labdarúgástól.

### A válogatottban
1934 és 1939 között két alkalommal szerepelt az olasz labdarúgó-válogatottban. Tagja volt az 1934-es és az 1938-as világbajnoki címet nyert csapatnak, de egyik tornán sem lépett a pályára.

### Edzőként
1940 és 1960 között edzőként tevékenykedett. Először a BPD Colleferro csapatát edzette 1940–41-ben. Az 1955–56-os idényben visszatért ehhez a csapathoz egy idényre. Háromszor volt az AS Roma vezetőedzője (1943–45, 1950–51 és 1956–57). 1951–52-ben a Palermo szakmai munkáját irányította. Ezenkívül dolgozott még a Viterbese, a Gubbio, a Rimini, a Reggiana, a Pisa és a Romulea csapatainál.

## Sikerei, díjai
Olaszország
- Világbajnokság
  - világbajnok: 1934, Olaszország, 1938, Franciaország

 AS Roma
- Olasz bajnokság (Serie A)
  - bajnok: 1941–42
  - 2.: 1930–31, 1935–36
- Olasz kupa (Coppa Italia)
  - döntős: 1937, 1941